# Hiroyuki Agawa
Pour les articles homonymes, voir Agawa.
Hiroyuki Agawa (阿川 弘之, Agawa Hiroyuki), né le 24 décembre 1920 à Hiroshima et mort le 3 août 2015 à Tokyo, est un écrivain japonais. Il est connu pour ses récits centrés sur la Seconde Guerre mondiale ainsi que pour ses biographies et ses essais.

## Carrière
Étudiant, Agawa est influencé par l'écrivain Naoya Shiga. Il entre à l'université impériale de Tokyo pour étudier la littérature japonaise. Après l'obtention de son diplôme en 1942, Agawa est conscrit pour servir dans la marine impériale japonaise, pour laquelle il travaille comme officier de renseignement et décrypte les codes militaires chinois jusqu'à la fin de la guerre. En mars 1946, il retourne à Hiroshima, où ses parents se trouvaient lors de l'explosion de la bombe atomique en août 1945.

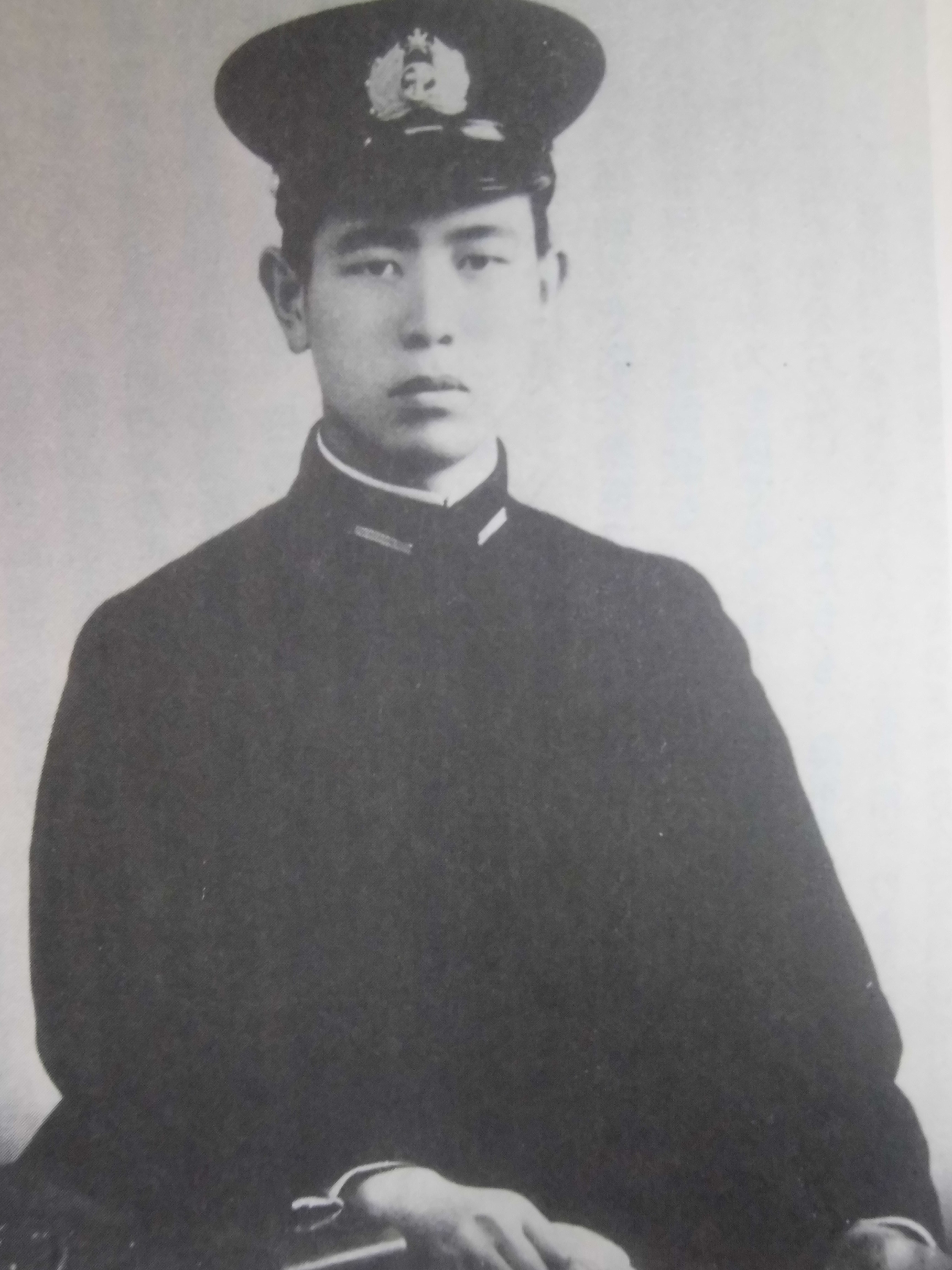
Hiroyuki Agawa en 1945.

Après la Seconde Guerre mondiale, Agawa écrit sa première nouvelle Nennen Saisai (« Années après années », 1946), qui est un classique « roman je », ou roman autobiographique, racontant les retrouvailles avec ses parents. Il suit le style de Naoya Shiga, qui aurait fait l'éloge du livre.  Le 6 août comme le note Agawa dans un post-scriptum, combine les histoires d'amis et de connaissances qui ont vécu le bombardement avec le témoignage d'une famille. La censure de l'occupation à l'époque était stricte, mais l'histoire est passée, car l'auteur a observé plus tard, « elle ne fait aucune référence aux problèmes de l'après-effet et ne contient aucune critique ouverte des États-Unis ». Agawa se fait connaître du grand public et de la critique avec son Citadelle au printemps ((春の城), 1952), qui est couronné du prix Yomiuri. (Il revisite plus tard le même thème de son expérience en tant qu'élève soldat dans Kurai hato (« Sombres vagues », 1974)). Ma no isan (« L'héritage du diable », 1953), roman documentaire, est un compte rendu du bombardement d'Hiroshima à travers les yeux d'un jeune journaliste de Tokyo, traitant, entre autres sujets, de la mort de son neveu et des réactions des survivants d'Hiroshima à la « Commission des victimes de la bombe atomique », l'agence américaine qui a mené des recherches sur les victimes atomiques.
Les quatre principaux romans biographiques d'Agawa sont Yamamoto Isoroku (山本五十六, 1965), Yonai Mitsumasa (米内光政, 1978), Inoue Seibi (井上成美, 1986), et Shiga Naoya (志賀直哉, 1994). Ses autres titres importants sont Kumo no bohyo (« Pierres tombales dans les nuages », 1955), et Gunkan Nagato no shogai (« Vie du navire de guerre Nagato », 1975).
Agawa est décoré de l'Ordre de la Culture (Bunka Kunsho) en 1999.
Il est le père de Sawako Agawa, auteure populaire et personnalité de la télévision, et de Naoyuki Agawa, professeur de droit à l'université Keio.

## Publications
| Année | Titre japonais                           | Titre anglais                                                                                           | Genre/Commentaires |
| 1946  | (年年歳歳) Nennen Saisai                 | | Roman « je » ; premier ouvrage d'Agawa. |
| 1952  | (春の城) Haru no shiro                   | Citadel in Spring (ISBN 978-0-87011-960-6) (ISBN 978-4-7700-1460-3)                                     | Roman autobiographique ; décrit le bombardement atomique d'Hiroshima ; traduction de Lawrence Rogers, 1990.                                                         |
| 1953  | (魔の遺産) Ma no isan                    | Devil's heritage                                                                                        | Roman documentaire ; sur l'après-bombardement atomique d'Hiroshima, traduction de John M. Maki, 1957.                                                               |
| 1955  | (雲の墓標) Kumo no bohyō                 | Burial in the Clouds (ISBN 978-0-8048-3759-0)                                                           | Documentaire sur la guerre ; basé sur le journal de Iwao Yoshii, ancien pilote kamikaze. Traduction de Teruyo Shimizu, 2006. Adapté au cinéma par Shochiku en 1957. |
| 1957  | (夜の波音) Yoru no namioto               | | Nouvelles |
| 1959  | (カリフォルニヤ) California              | | Roman « je » |
| 1960  | (坂の多い町) Saka no ooi machi           | | Nouvelles |
| 1961  | (青葉の翳り) Aoba no kageri              | | Nouvelles |
| 1966  | (舷燈) Gentō                             | | Roman « je » |
| 1967  | (軍艦ポルカ) Gunkan polka                | | Nouvelles |
| 1968  | (水の上の会話) Mizu no ue no kaiwa       | | Nouvelles |
| 1969  | (山本五十六) Yamamoto Isoroku            | The Reluctant Admiral: Yamamoto and the Imperial Navy (ISBN 978-0-87011-355-0) (ISBN 978-4-7700-2539-5) | Biographie; traduction de John Bester, version abrégée approuvée par Agawa, 1979.                                                                                   |
| 1973  | (暗い波濤) Kurai hatō                    | | Roman de guerre (partiellement autobiographique). |
| 1975  | (軍艦長門の生涯) Gunkan Nagato no shōgai | | Roman documentaire |
| 1978  | (米内光政) Yonai Mitsumasa               | | Biographie |
| 1982  | (テムズの水) Thames no mizu              | | Nouvelles |
| 1986  | (井上成美) Inoue Seibi                   | | Biographie |
| 1994  | (志賀直哉) Shiga Naoya                   | | Biographie |
| 2004  | (亡き母や) Naki haha ya                  | | Roman « je » |

## Prix et distinctions
- 1952 : prix Yomiuri - Citadel in Spring, (Haru no shiro,(「春の城」?)).
- 1966 : prix Shincho - The Reluctant Admiral (Yamamoto Isoroku,(「山本五十六」?)).
- 1987 : grand prix de littérature japonaise (本文学大賞) - Inoue Seibi (「井上成美」).
- 1994 : prix Noma - Shiga Naoya (「志賀直哉」).
- 2002 : prix Yomiuri - Shokumi-Buburoku (「食味風々録」).
- 2007 : prix Kan-Kikuchi.